# بالگو، استرالیای غربی
بالگو (به انگلیسی: Balgo) یک شهرک در استرالیا است که در استرالیای غربی واقع شده‌است.